# テレンツォ
テレンツォ（伊: Terenzo）は、イタリア共和国エミリア＝ロマーニャ州パルマ県にある、人口約1,200人の基礎自治体（コムーネ）。

## 地理

### 位置・広がり

#### 隣接コムーネ
隣接するコムーネは以下の通り。
- ベルチェート
- カレスターノ
- フォルノーヴォ・ディ・ターロ
- サーラ・バガンツァ
- ソリニャーノ

### 気候分類・地震分類
テレンツォにおけるイタリアの気候分類 (it) および度日は、zona F, 3150 GGである。
また、イタリアの地震リスク階級 (it) では、zona 3 (sismicità bassa) に分類される。

## 行政

### 分離集落
テレンツォには、以下の分離集落（フラツィオーネ）がある。
- Bardone, Bocchetto, Boschi di Bardone, Campero, Cà Sana, Case Castellani, Case Cattani di Casola, Cassio, Castello, Castello di Casola, Cazzola, Cella di Palmia, Corniana, Fornace, Goiano, Lesignano Palmia, Lughero di Casola, Marzano, Ozzanello, Palmia, Puilio di Casola, Selva Castello, Selva del Bocchetto, Selva Grossa, Selva Stazione, Villa, Villa di Casola, Viola